# Obigrella
Obigrella is een geslacht van hooiwagens uit de familie Sclerosomatidae.
De wetenschappelijke naam Obigrella is voor het eerst geldig gepubliceerd door Roewer in 1955. 

## Soorten
Obigrella is monotypisch en omvat slechts de volgende soort:
- Obigrella nigra